# Bibio longipes
Bibio longipes är en tvåvingeart som beskrevs av Friedrich Hermann Loew 1864. Bibio longipes ingår i släktet Bibio och familjen hårmyggor. Inga underarter finns listade i Catalogue of Life.